# Seseli connatum
Seseli connatum är en flockblommig växtart som beskrevs av Wilhelm Gerhard Walpers. Seseli connatum ingår i släktet säfferötter, och familjen flockblommiga växter. Inga underarter finns listade i Catalogue of Life.